# وان-هو (دهانه)
وان-هو یک دهانه برخوردی در ماه‌ است.

## دهانه‌های اقماری
این دهانه ۱ دهانه اقماری دارد.
| Wan-Hoo | عرض جغرافیایی | طول جغرافیایی | قطر          |
| ------- | ------------- | ------------- | ------------ |
| T       | ۱۰.۰° S       | ۱۴۰.۴° W      | ۲۱.۰ کیلومتر |